# 박은정 (검사)
박은정(朴恩貞, 1972년 1월 15일~)은 대한민국의 법조인이다. 제22대 국회의원이다. 2024년 4월 제22대 국회의원 선거에서 조국혁신당 비례대표로 당선되었다. 조국 법무부 장관 시절 검찰개혁추진지원단 부단장인 이종근 대검 형사부장과 부부관계이다.

## 경력
1994년 이화여자대학교 법학과를 졸업했다. 1997년 39회 사법시험에 합격하고, 29기로 사법연수원 수료 후 2000년 검사로 임관했다. 2023년 2월 27일 내부 감찰자료를 불법적으로 유출한 혐의로 검사직에서 해임 징계를 받았다. 이로인해 징계 효력 발생일로부터 3년간 변호사 자격이 정지되었다. 2012년 2월, 18대 국회의원 나경원의 배우자이자 판사인 김재호로부터 기소 청탁을 받았었다는 양심선언을 하여 화제가 되었다. '사법개혁'과 '검찰개혁'에 대한 사회적 요구 속에서 이 양심선언은 많은 관심을 불러일으켰다.
2002년 춘천지검 원주지청에서 여성전담 업무를 시작한 후 형사부에서 10년간 성폭력 수사를 전담해 검찰 내 성폭력 사건 최다 처리 실적을 보유하였다. 서울서부지검 성폭력전담검사로 근무하면서 서울중앙지검 여성·아동조사부 개설 이전 검찰 최초로 성폭력범죄대응센터를 개설했고, 대검찰청 성폭력TF총괄팀장을 맡아 검찰의 성폭력·가정폭력 관련 수사지침과 제도 정비에 크게 공헌했다. 성폭력 피해자 조사지침, 성폭력 수사 지침을 통합해 ‘성폭력 사건 처리 및 피해자 보호·지원에 관한 지침’을 제정하고 검찰 최초로 ‘가정폭력사건 처리 및 피해자 보호에 관한 지침’을 만들었다. 성폭력 분야 공인전문검사로 인증 받아 스웨덴, 노르웨이로 아동성폭력 피해자 보호시스템을 배우기 위한 국외 연수 기회를 얻기도 하였다.
추미애 법무부장관의 측근으로 2020년 1월 법무부 감찰담당관에 임명되었다. 이후 박은정 감찰담당관은 추미애 장관의 윤석열 검찰총장 감찰의 실무자로서 적극 감찰에 나서 친윤 검사들로부터 심한 핍박을 받았고, 윤석열 정권의 법무부로부터 해임되었다.
대한민국 제22대 국회의원 선거를 앞두고 조국혁신당에 인재영입 형태로 입당했다. 이후 당의 비례대표 순번 1번으로 공천되었다.

## 학력
- 원화여자고등학교 졸업
- 이화여자대학교 법정대학 법학 학사

## 논란
- 윤석열 검찰총장 감찰시, 상관인 류혁 감찰관 등에게 보고 하지 않고 감찰을 진행하여 논란이다. 또한 감찰이 부당하다는 내용을 보고서에서 삭제 지시한 것으로 드러나 법무부감찰위원회에서 감찰 담당 검사들과 설전을 벌였다.[10][11]
- 박은정(수원지방검찰청 성남지청장) “성남FC 보고 7차례 묵살”과_성남FC 사건 ‘수사 방해 의혹’/공수처가 박은정 지청장 입건!

## 경력
- 1997년: 제39회 사법시험 합격
- 2000년: 제29기 사법연수원, 수원지방검찰청 검사
- 2002년: 춘천지방검찰청 원주지청 검사
- 대구지방검찰청 검사
- 2005년: 서울서부지방검찰청.검사
- 2006년~2009년: 국가청소년위원회 검사
- 2008년: 보건복지부 아동청소년정책실 파견
- 2011년: 인천지방검찰청 부천지청 형사2부 검사
- 2013년 2월: 인천지방검찰청 부부장검사
- 2013년: 춘천지방검찰청 부부장검사[12]
- 2014년~2016년 1월: 수원지방검찰청 부부장검사[13]
- 법무연수원 교수
- 2016년 1월~2017년 8월: 인천지방검찰청 공판송무부 부장검사
- 2017년 8월~2018년 7월: 서울동부지방검찰청 공판부 부장검사
- 2018년 7월~2019년 8월: 서울중앙지방검찰청 여성아동범죄조사부 부장검사
- 2019년 8월~2020년 1월: 서울남부지방검찰청 부부장검사
- 2019년 8월~2020년 1월: 한국형사정책연구원 파견
- 2020년 1월~2021년 7월: 법무부 감찰담당관
- 2021년 7월~2022년 6월: 제39대 수원지방검찰청 성남지청 지청장
- 2022년 7월~2024년 2월: 광주지방검찰청 중요경제범죄수사단 부장검사
- 2024년 3월~: 조국혁신당 입당
- 2024년 4월 10일 대한민국 제22대 국회의원 선거 당선(비례대표, 조국혁신당, 초선)

### 의정 활동
- 2024년 5월 30일~: 제22대 국회의원(비례대표, 조국혁신당, 초선)
  - 2024년 6월~: 제22대 국회 전반기 법제사법위원회 위원
  - 2024년 7월~2024년 8월: 제22대 국회 대법관(노경필·박영재·이숙연) 임명동의에 관한 인사청문 특별위원회 위원
  - 2024년 12월~: 제22대 국회 순직 해병 수사 방해 및 사건 은폐 등의 진상규명을 위한 국정조사 특별위원회 위원

## 상훈
- 2010년 여성인권존중 디딤돌[14][15]
- 2014 미지상[9]

## 역대 선거 결과
| 실시년도 | 선거   | 대수 | 직책     | 선거구   | 정당       | 득표수      | 득표율          | 순위         | 당락 | 비고 |
| -------- | ------ | ---- | -------- | -------- | ---------- | ----------- | --------------- | ------------ | ---- | ---- |
| 2024년   | 총선   | 22대 | 국회의원 | 비례대표 | 조국혁신당 | 6,874,278표 | \| \| 24.25% \| | 비례대표 1번 |      | 초선 |
|          | 24.25% |      |          |          |            |             |                 |              |      |      |

## 소속 정당
| 소속 정당 | 소속 정당  | 소속 기간 | 비고      |
| --------- | ---------- | --------- | --------- |
|           | 조국혁신당 | 2024~현재 | 정계 입문 |

## 같이 보기
- 대한민국 제22대 국회의원 선거 조국혁신당 후보 목록#비례대표